# Иполита Мария Сфорца
Вижте пояснителната страница за други личности с името Иполита Мария Сфорца.
Иполита Мария Сфорца (на немски: Ippolita Maria Sforza; * 18 март или 18 април 1445, Йези или Пезаро; † 20 август 1484, Неапол, Неаполитанско кралство) от рода Сфорца, е принцеса от Миланското херцогство и чрез брак херцогиня на Калабрия. Блестяща и високоначетена, тя е меценат на изкуствата и събира забележителна библиотека в резиденцията си Кастел Капуано в Неапол.

## Произход
Тя е най-голямата дъщеря на Франческо I Сфорца (* 1401, † 1466), известен кондотиер и бъдещ херцог на Милано, и на третата му съпруга Бианка Мария Висконти (* 1425, † 1468), единствена наследница на Филипо Мария Висконти, херцог на Милано. Има шест братя и една сестра:
- Галеацо Мария (* 1444, † 1476), 5-и херцог на Милано (1466 – 1476), съпруг на Бона Савойска
- Филипо Мария (* 1449, † 1492), граф на Корсика и Павия, граф на Бари, съпруг на Констанца Сфорца
- Сфорца Мария (* 1451, † 1479), херцог на Бари, съпруг на Елеонора Арагонска
- Лудовико Мария „Мавъра“ (* 1451 или 1452, † 1507), 7-и херцог на Милано (1494 – 1499), съпруг на Беатриче д’Есте, принцеса от Ферара
- Асканио Мария (* 1455 или 1455, † 1505), кардинал (1484 – 1505)
- Елизабета Мария (* 1456, † 1472), маркграфиня на Монферат като съпруга на Вилхелм VIII Палеолог, маркграф на Монтферат.

Освен това има една сестра от първия брак на баща си и тридесет и пет полубратя и полусестри от извънбрачните му връзки.

## Биография

### Детство
Още от детските си години Иполита се слави с преждевременно развит интелект, любов към литературата и страст към лова, повлияна в това от баща ѝ, който често ѝ подарява хрътки за селските им имоти. Той понякога моли съвсем малката Иполита да действа като посредница между него и съпругата му, за да му помогне да се сдобри с Бианка Мария след спор.
На 10 години е обещана за съпруга на Алфонсо II Арагонски, принц на Капуа и внук на неаполитанския крал Алфонсо V Арагонски, с цел консолидирането на съюза между Миланското херцогство и Неаполитанското кралство.
Нейното образование е ориентирано към политическата роля, която я очаква и е предназначено да я подготви за най-модерната хуманистична култура (граматика, класици, исторически произведения), за придворните задачи (лов, танци, добри обноски), да ѝ даде практическа култура (красноречие, писане на писма). Нейни учители са известните Гуинифорте Барцица – хуманист и педагог, Балдо Марторели – хуманист и наследник на хуманистичната педагогика на Виторино да Фелтре и гъркът Костантин Ласкарис, който я учи на гръцки и ѝ посвещава своята „Гръцка граматика“. Хвалена е речта ѝ на латински, която 14-годишната Иполита произнася в Мантуа през 1459 г. в присъствието на папа Пий II, по време на събора за организиране на кръстоносен поход срещу турците.
Италианският писател и хуманист Джовани Сабадино дели Ариенти я описва по следния начин:
| „                                                           | Красива, бяла, руса, имаше широко отворени очи, леко изгърбен нос, който ѝ придаваше изящество. Имаше красиви зъби, с величествен вид... Имаше красиви ръце с кафяв цвят и дълги пръсти. Външният ѝ вид бе доста величествен, кротък и грациозен... | “ |
| Giovanni Sabadino degli Arienti, Gynevera de le clare donne | |   |

### Брак
На 10 октомври 1465 г. Иполита се омъжва в Неапол за херцога на Калабрия Алфонсо Арагонски – син на крал Феранте I Арагонски. През лятото булката напуска Милано и се отправя на дълго пътуване до Неапол със своето сватбеното шествие. Сватбата обаче рискува да се провали поради внезапната смърт на кондотиера Якопо Пичинино – зет на Франческо Сфорца. По-рано Феранте Арагонски го е подмамил в Неапол с фалшивото обещание за договор за военна операция и след това го е затворил за отмъщение, тъй като лидерът се е бил срещу него по време на Първия баронски заговор (1485 – 1486). Пичинино умира скоро след ареста, според Феранте поради падане от прозореца след неуспешен опит за бягство, а според повечето хора – заради удушване в затвора по заповед на суверена. Франческо Сфорца е толкова ядосан от смъртта му, че блокира сватбеното шествие на дъщеря си, заплашвайки да отмени сватбата. В крайна сметка ситуацията е разрешена и Иполита стига в Неапол на 14 септември.
В ранните години на брака отношенията с 3-години по-младия ѝ от нея съпруг са добри. Неговата сестра – година 15-годишната Елеонора Арагонска, която се готви на свой ред за сватбата си с по-малкия брат на Иполита – Сфорца Мария Сфорца, желае „дори част от грижата, [която] вижда херцогът на Калабрия да показва към херцогинята понякога“; самата Иполита пише на майка си, че тя и Алфонсо спят заедно всяка вечер и че често се радват на лов и забавления в провинциалните си резиденции.
Отношенията между съпрузите се влошават с течение на времето както заради непрестанните изневери на Алфонсо, който си намира любовница в лицето на Троджа Гацела, която му ражда две деца, така и заради лошия му нрав. Още през декември 1466 г. някои писма както от посланиците, така и от пряко засегнатите лица съобщават за епизод на ревност от страна на Иполита, по онова време бременна с първородния им син, която нарежда на собствения си слуга Донато да следи съпруга ѝ навсякъде. Алфонсо, осъзнавайки, че го следят, реагира с безразсъден жест към слугата. Жестът трябва да е бил много сериозен, понеже Иполита е много натъжена от станалото и пише на майка си: „това нещо с Донато никога няма да го забравя...". Бурната реакция на Алфонсо не е изненадваща: той неслучайно е мразен от неаполитанския народ заради това, че е обидил поданиците си с „жестоки обиди и клевети“, за това, че е виновен за най-отвратителните престъпления като „нарушаване на девствеността, взимайки за свое забавление жените на другите" и за практикуване на „ужасния и омразен грях на содомията", следователно той едва сега започва да показва истинския си характер пред жена си. Въпреки това Иполита като съпруга му остава винаги вярна и „се отличава с високата си вярност към страшния си съпруг и с безпрецедентната си скромност“.
Крал Феранте е много доволен от снаха си заради нейната красота, интелигентност и привички, до такава степен че посланиците на Франческо I Сфорца пишат, че „Негово величество кралят няма друго удоволствие, не изглежда да намира никакъв друг рай, освен когато я вижда да танцува и дори да пее.“. В тази връзка писмата до майка ѝ разкриват известен дискомфорт може би поради прекалените демонстрации на привързаност от страна на свекър ѝ, но трябва да се има предвид, че Иполита е в Неапол и че доста спонтанният характер на крал Феранте лесно би могъл да бъде разбран погрешно.
Тя също е в отлични отношения с шурея си Федерико Арагонски, който като нея е любител на литературата и мъж с много чувствителна душа. Той я посещава често в Кастел Капуано или във вила „Ла Дукеска“.
През целия си живот Иполита се оказва в ролята на миротворец между Милано и Неапол, и между Неапол и Флоренция, тъй като отношенията между различните сили са напрегнати и крал Феранте е отчасти отговорен за прочутия заговор на Паци. Когато през 1480 г. Лоренцо де Медичи отива, не без известен страх, в Неапол, за да се опита да посредничи за мира с Феранте, той не напуска Флоренция, преди Иполита да го увери, че кралят няма да го затвори и убие, както вече е направил с някои от своите гости.
Още през 1468 г. Иполита се завръща в двора на Милано, за да се опита да сдобри брат си Галеацо Мария Сфорца, станал херцог след смъртта на баща си, с майка им Бианка Мария Сфорца и със свекър си Феранте. Посещението обаче се оказва кратко, т.к. по онова време Иполита в разцвета на своята женска красота е принудена да се върне бързо в Неапол, за да избяга, изглежда, от ласкателствата на брат си, който показва доста двусмислени чувства към нея.
Като майка тя много обича децата си и това се вижда от нежното писмо, което пише на майка си, за да обяви раждането на първородния си син Ферандино: тя се надява, че когато синът ѝ порасне, той ще ѝ показва същата обич, която тя все още проявява към собствената си майка. В допълнение към трите деца, които има от Алфонсо, Иполита отглежда като свои и племенниците си Беатриче д’Есте и Феранте д'Есте – деца на нейната балдъза Елеонора Арагонска, която ги оставя още като деца в двора на Неапол по волята на дядо им Феранте.

### Смърт
39-годишната Иполита умира внезапно на 19 август 1488 г. в Кастел Капуано, малко преди сватбата на дъщеря ѝ Изабела, според Ариенти поради „абцес в главата“.
Смъртта ѝ е пророкувана от монаха Франческо, нар. Арагонски, който се намира във Флоренция: оттам монахът пише на херцогинята, която му поръчва да се моли за душата на майка ѝ, че е имал видение, в което покойната Бианка Мария Висконти му е казала, че тя е молила Бог да остави дъщеря ѝ да влезе с нея в Рая, добавяйки, че хлябът вече е изпечен и Всемогъщият няма търпение да се наслаждава на собствения си банкет. Два или три дена след получаване на писмото Иполита се разболява тежко и шестнадесет дни по-късно умира въпреки всички шествия и реликви като кръвта на Свети Януарий, разпятието, на което говори Свети Тома Аквински и главата на Свети Евангелист Лука, донесени до леглото ѝ.
Членовете на семейството ѝ са постоянно до нея, включително кралят и кралицата на Неапол, както и многообичаният ѝ най-голям син Ферандино (Фердинанд), който е много далеч от дома, но веднага щом като получава новина за болната си майка, се връща, за да я утеши. Второродният ѝ син Пиетро е болен в леглото и е на прага на смъртта и поради тази причина смъртта на майка му се пази в тайна от него, за да не му причини скръб, която би могла да го убие.
Организирани са масови погребални ритуали и покойницата, облечена в бял брокат, със златен кръг на главата и бижута, и с пръстени на ръцете, е погребана в църквата на Анунциата в Неапол. Тя никога не става кралица на Неапол, понеже умира преди съпругът ѝ да стане крал.

## Религиозен плам
Иполита умира с ореола на светица поради дълбокото си религиозно поведение приживе. Бернардино да Ренде, който често отслужва литургии за нея, разказва, че всеки ден тя присъства на минимум две литургии, а понякога и на повече. Рецитира ежедневно Rosario: благочестива практика в чест на Дева Мария, състояща се от рецитиране на 200 молитви „Аве Мария“, разделени на 20 десетици, с включени помежду им „Отче наш“ и „Хвала“, медитация (по една за всяка десетица) върху 20-те мистерии – радостни, светли болезнени или славни събития от живота на Иисус Христос и Дева Мария. Тя чете ежедневно големи книги с молитви, коленичила пред образа на Богородица. Произнася и седем покайни псалма и молитви за починалите си родители и роднини, поддържайки този навик повече от двадесет години.
На всички вечери на Непорочното зачатие тя изрича хиляда „Аве Мария“, за да почете Девата, към която винаги отправя мислите си, и често плаче, мислейки за нейните страдания. Всяка събота рецитира три пъти Rosario с голяма всеотдайност, тъй като самата тя донася тази практика от Ломбардия в Неапол, а на всички бдения на Непорочното зачатие я произнася шест пъти. В петък сутринта влиза в параклиса преди литургията и, оставена сама, затваря вратата, след което се моли, простряна на пода със скръстени ръце, за да си спомни за Христовата страст, казвайки по сто пъти „Отче наш“ и „Аве Мария“. Тя също така иска да слуша молитвите на вечернята всеки ден.
Душата ѝ обаче не е удовлетворена от толкова много молитви, така че Иполита кара и други хора да се молят: когато Арагонският дом е подложен на тежко бедствие, в нейния дом се молят непрестанно: жените две по две, в строг ред, са коленичили пред Разпятието, след което са заменяни от други две и това често продължава ден и нощ. По нейна воля Свещите пред образите на Христос и Богородица трябва да са винаги запалени, докато тя не получи желаната благодат.
Докато съпругът ѝ рискува живота си в Отранто, борейки се за освобождението на града от турците, Иполита прекарва нощите, коленичила в молитва пред олтара; веднъж тя остава там цели девет часа, а друг път шест или седем в зависимост от нуждата, която изпитва в този момент, и коленете ѝ се нараняват до костта. Когато близките ѝ са болни, тя, освен безкрайните си молитви, организира процесии и поклонения, като винаги получава благодатта. След като най-големият ѝ син Ферандино е смъртно болен, без повече надежда за възстановяване, Иполита, последвана от близо 1000 голи младежи и много молещи се девойки, се разхожда боса по улиците на Неапол в продължение на няколко дни, като моли хората да се молят за сина ѝ, а след това, отново боса, отива до Соренто през непроходима планина цели 30 мили, и накрая получава изцеление за сина си. След този подвиг се налага наранените ѝ крака да бъдат лекувани няколко дена.
Веднага след като дава обет, Иполита веднага желае да изпълни обещанията си: пости, храни бедните или организира литургии, след което повтаря всичко за душите на родителите си.
Джовани Сабадино дели Ариенти говори дори за чудотворни събития: един ден синът ѝ Ферандино, на около двадесет години, претърпява инцидент с коня си и остава в кома в продължение на тринадесет дни. Иполита, плачеща и благочестиво призоваваща помощта на Дева Мария с безкрайни молитви, успява да накара „изгубилите се или може би изгубени духове да се върнат в неживото тяло на сина ѝ“. По подобен начин тя получава изцелението и за другите си две деца Изабела и Пиетро, които също са в тежко състояние, както и за съпруга си Алфонсо и за свекър си Феранте.
Освен това всеки ден Иполита раздава на повече от тридесет бедняци месо, хляб и вино, и те се увеличават с още деветнадесет в навечерието на празника на Непорочното зачатие и на всички празници на нейния Покровител. Веднъж месечно посещава всички затворници, за да ги утеши, и изпраща дворцовите си лекари при бедните болни от съжаление. Прави многобройни дарения за манастири и осигурява зестра на бедните момичета, които се срамуват да просят. Всички тези дела тя иска да извърши възможно най-тайно, така че похвалата в този живот да не ѝ отнеме тази в отвъдния, но въпреки това близките ѝ оповестяват нейните дела при смъртта ѝ. Тя не желае да ѝ благодарят за делата, нито пък понася да бъде хвалена.
Иполита храни особена привързаност към практикуващите ордени, поради което носи около кръста си връв на второстепенен монах. Пости по време на четирите канонически периода и тяхното бдение, и с голяма жертвоготовност през целия Велик пост, както всяка събота. Всяка вечер помазва челата на децата си със свещено миро, рисувайки кръстния знак, и ги благославя с любов, преди да ги изпрати да си легнат, като прави същото и на сутринта.
Дори когато е на смъртен одър, Иполита не е разстроена, но постоянства в своята добродетел. В последния си дни, чувствайки, че си отива, тя моли да може да изслуша литургията на ангелите, за да си отиде, придружена от тях. Роднините ѝ са учудени от тази нейна молба, тъй като херцогинята обикновено не иска такава литургия и я питат дали не иска друга литургия, но Иполита остава непреклонна. Всичко това се случва във вторник, който е денят на ангелите, и денят случайно съвпада с празника на Благовещение, на който херцогинята е дълбоко отдадена.

## Брак и потомство
∞ 16 май 1465 в Милано (чрез пълномощник), 10 октомври в Неапол за Алфонсо Арагонски (* 4 ноември, † 18 декември 1495) от Династия Трастамара (династията на кралете на Арагон), херцог на Калабрия, крал на Неапол (от 1494) като Алфонсо II, от когото има двама сина и една дъщеря:
- Фердинанд II, нар. Ферандино (* 26 юни 1469 в Неапол, † 7 октомври 1496, пак там), крал на Неапол, ∞ 28 февруари 1496 за леля си Джована Арагонска (* 20 април 1479, † 27 август 1518), от която няма деца.
- Изабела Арагонска (* 2 октомври 1470 в Неапол, † 1524, пак там), херцогиня на Милано, херцогиня консорт на Бари, ∞ 1489 за Джан Галеацо Сфорца (* 1469, † 1494), херцог на Милано, от когото има един син и три дъщери
- Пиетро Арагонски (* 31 март 1472 в Неапол, † 17 февруари 1491, пак там), княз на Росано, няма деца.

## Иполита Сфорца в масовата култура
- В англо-италианския историческо-фентъзи сериал „Медичите“ (I Medici) (2016 – 2019) в ролята на Иполита е френската актриса Гая Вайс.
- В британско-американския историческо-фентъзи сериал „Демоните на Да Винчи“ (Da Vinci's Demons) (2013 – 2015) в ролята ѝ е Джини Спарк.

И в двата телевизионни сериала персонажът на Иполита изглежда напълно различен от историческия: тя е хранела единствено искрено приятелство, а не любов към Лоренцо де' Медичи и двамата са си пишели писма; освен това тя, като жена, известна със своята изключителна скромност, никога не би му се отдала, изневерявайки на съпруга си; крал Феранте, обожаващ снаха си, никога не би се възползвал от нея, тласкайки я да проституира с Медичи.
Фигурата на Иполита и постоянният ѝ интерес към книгите и изследванията привличат вниманието на първите биографи, а след това и на учените в областта на културата, образованието и епистоларната наука. Много творби са ѝ посветени от най-ранна възраст, сред които:
- Novellino – сборник от 50 новели, вероятно разказвани в двора от новелиста Мазучо Салернитано
- „Книга на изкуството на танца“ (Libro dell’arte della danza) от Антонио да Корнацано.[17]
- Гръцка граматика (Grammatica greca) от Костантин Ласкарис – първата книга, напечатана с гръцки букви.[3]
- Нейните частни и обществени писма, откриваеми в различни архиви, са публикувани и са обект на проучвания.